# 奧洛涅茨高地
奧洛涅茨高地是俄羅斯的高地，位於奧涅加湖以西，南面是彼得羅扎沃茨克，由列寧格勒州和卡累利阿共和國負責管轄，最高點海拔高度313米，該地區有多座湖泊和瀑布。